# Glenoak
Glenoak (engelska: Glen Oak) är en del av en befolkad plats i Australien. Den ligger i kommunen Port Stephens Shire och delstaten New South Wales, i den sydöstra delen av landet, omkring 150 kilometer norr om delstatshuvudstaden Sydney. Antalet invånare är 328.
Närmaste större samhälle är Maitland, omkring 20 kilometer sydväst om Glenoak.
I omgivningarna runt Glenoak växer huvudsakligen savannskog. Runt Glenoak är det ganska tätbefolkat, med 67 invånare per kvadratkilometer. Genomsnittlig årsnederbörd är 1 277 millimeter. Den regnigaste månaden är februari, med i genomsnitt 223 mm nederbörd, och den torraste är juli, med 46 mm nederbörd.